# Galagoides nyasae
El gálago de Malawi (Galagoides nyasae) es una especie de primate estrepsirrino perteneciente a la familia Galagidae.

## Distribución
Habita al sur de Malaui y en la región fronteriza de Mozambique.